# Unterkatz
Unterkatz è una frazione (Ortsteil) della città tedesca di Wasungen.

## Storia
Il 1º gennaio 2019 il comune di Unterkatz venne soppresso e aggregato alla città di Wasungen.

### Esplicative
1. ↑  Letteralmente: «Katz di sotto», in contrapposizione alla vicina Oberkatz – «Katz di sopra».

### Bibliografiche
1. ↑  (DE) Thüringer Gesetz zur freiwilligen Neugliederung kreisangehöriger Gemeinden im Jahr 2019 vom 18. Dezember 2018, § 29. (PDF), su parldok.thueringen.de. URL consultato il 28 giugno 2020 (archiviato dall'url originale il 9 gennaio 2019).